# Акимовцы (Тернопольская область)
Аки́мовцы (укр. Яки́мівці) — село в Лановецкой городской общине Кременецкого района Тернопольской области Украины.
До 2020 года входило в Лановецкий район.
Код КОАТУУ — 6123880301. Население по переписи 2001 года составляло 491 человек.

## Географическое положение
Село Акимовцы находится на левом берегу реки Горынька,
выше по течению на расстоянии в 3,5 км расположено село Матвеевцы,
ниже по течению на расстоянии в 1,5 км расположено село Юськовцы,
на противоположном берегу — село Татаринцы.
Через проходит автомобильная дорога Р-43 (Т-2008).

## История
- 1566 год — дата основания.

## Объекты социальной сферы
- Школа I—II ст.
- Детский сад.
- Дом культуры.
- Амбулатория.

## Достопримечательности
- Братская могила советских воинов.